# Автодеево
Автоде́ево — село в Ардатовском районе Нижегородской области. Входит в Михеевский сельсовет.

## Этимология
Существуют несколько не исключающих друг друга версий этимологии названия села. По одной из них, название происходит от мордовского мужского имени Офтодей или Автодей, по другой от мордовского слова офто — «Медведь», то есть «место, где поклоняются медведю». Совмещение этих двух версий позволяет также предположить вариант происхождения топонима от имени человека по прозвищу «Медведь». Также возможна трактовка названия в приблизительном переводе «медвежий угол».

## История
Впервые село Автодеево упоминается под названием «деревни Офтодеевой» в поместных актах 1616 года как населённая мордвой. К 1628 году число русских в деревне составило уже 40 %. Около 1700 года в деревне была построена православная церковь во имя Николая Чудотворца, так что в переписи 1719 года населённый пункт именуется уже «селом Никольским, Офтодеевым тож». До 1751 года произошла полная христианизация местного населения.
До 1792 года Автодеево было в дворцовой деревней, а затем селом. С 1792 владельцем села значился генерал-лейтенант Григорий Алексеевич Васильчиков, который в 1802 году продал его генерал-майору Фёдору Михайловичу Рахманову с супругой Елизаветой Яковлевной, в собственности потомков которых земли в селе оставались вплоть до Октябрьской революции 1917 года. В 1861 году раскрепощением крестьян занимались поручик Фёдор Николаевич Рахманов, передавший им 540 десятин (около 589 гектаров) собственной земли и его брат Михаил Николаевич Рахманов, передавший 544,5 десятин (593,5 гектара). Такое деление на две крестьянские общины по владениям бывших помещиков сохранялось в селе до 1917 года — в 1900 году в одной из них было 82 двора, во второй — 78 дворов, обе общины обрабатывали 3142 десятины земли. 
Уровень жизни крестьян был очень низким, что связывалось с малоплодородной почвой; это вынуждало многих заниматься промыслами, не связанными напрямую с сельским хозяйством — у некоторых крестьян были мельницы, другие уходили из села и работали пильщиками, плотниками или ямщиками. Также было развито овцеводство и изготовление войлока из овечьей шерсти. В конце XIX века в селе была своя ярмарка, проводившаяся ежегодно в день Святого Духа в начале XX века появились торговые лавки. В 1903 году в селе было открыто училище, в 1912 году организовано кредитное товарищество. 
Советская власть в селе была установлена мирным путём. В 1929 году в селе был организован колхоз «За социализм», в 1933 году переименованный в «Социализм». Несмотря на общую бедность местного населения, было проведено раскулачивание — «богатыми» называли тех, кто имел минимальную собственность, вроде швейной машинки или самовара. Была закрыта церковь. Во время Великой Отечественной войны почти всё взрослое мужское население села было призвано в действующую армию, вся работа в колхозе легла на плечи женщин, детей и стариков. После войны началось постепенное восстановление хозяйства. Пик развития села пришёлся на середину 1960-х годов, когда количество дворов в Автодееве достигло 280, после этого начался спад населения. В 1978 году осталось только 107 хозяйств, а в 1992 году — 81. В последующие годы население продолжает сокращаться — в 2021 году оно составляло лишь 98 человек. 

## Географическое положение
Село Автодеево находится на юго-западе Нижегородской области России, в километре к западу от автомобильной дороги Ардатов — Дивеево, в 7 км к югу от Ардатова. Ближайшие населённые пункты, с которыми село соединено шоссейными дорогами — Кужендеево в 4 км к северу, Хрипуново в 5 км к востоку и Михеевка в 6 км к югу. В 3 км к югу от Автодеева расположена также деревня Вишнёвая, с которой село соединено просёлочной дорогой. Вблизи села находится исток реки Лемети; там также протекает безымянный ручей и имеются 3 озера. Высота над уровнем моря около 166 метров.
Село Автодеево, как и вся Нижегородская область, находится в часовой зоне МСК (московское время). Смещение применяемого времени относительно UTC составляет +3:00.

## Административная принадлежность
Село Автодеево входит в состав Михеевского сельсовета Ардатовского муниципального округа Нижегородской области Российской Федерации.

## Климат
Село находится в зоне умеренно-континентального климата, который характеризуется холодной продолжительной зимой и тёплым, но достаточно коротким летом. За год выпадает в среднем 450—550 мм осадков, из них 68 % — в виде дождя и 32 % — в виде снега. Среднегодовая относительная влажность воздуха — 76 %. Снежный покров достигает 50 см, а в особо снежные зимы может достигать одного метра и более.
Весна приходит резко, обычно к середине апреля, при этом вплоть до середины мая нередки заморозки. Лето сравнительно короткое и достаточно жаркое — в отдельные годы температура может достигать 36 °C. Шапка лета приходится на июль. В конце весны и лета нередки грозы — их может случаться до 20 за год, почти каждый год выпадает град. Осень приходит в сентябре и стоит до начала ноября, но уже в сентябре нередки заморозки. Зима наступает в начале ноября и продолжается до середины марта. Обычно первый снег выпадает в октябре и держится в течение пяти месяцев, сходит к 10—15 апреля. Почва промерзает на глубину 70—90 см.
Вегетационный период составляет 189 дней, продолжительность безморозного периода — 137 дней.

## Население
| Численность населения | Численность населения | Численность населения | Численность населения | Численность населения | Численность населения | Численность населения | Численность населения | Численность населения | Численность населения |
| 1751                  | 1859                  | 1890                  | 1916                  | 1978                  | 1992                  | 1999                  | 2002                  | 2010                  | 2021                  |
| --------------------- | --------------------- | --------------------- | --------------------- | --------------------- | --------------------- | --------------------- | --------------------- | --------------------- | --------------------- |
| 183                   | ↗601                  | ↗706                  | ↗857                  | ↘322                  | ↘142                  | ↘133                  | ↗143                  | ↘119                  | ↘98                   |

## Памятники истории и культуры
В селе Автодеево расположена Троицкая церковь в стиле классицизма, возведение которой относится к 1822 году — она заменила существовавшую ранее в селе деревянную церковь Николая Чудотворца, построенную около 1700 года. Церковь двухпрестольная, главный (холодный) престол Святой Троицы, тёплый придел Святого Николая Чудотворца. В начале XX века в приходу церкви, помимо Автодеева, относились деревни Теряевка, Клоповка и Михайловка. В советское время, в 1936 году церковь была закрыта, её здание использовалось как колхозная мельница и зерновой склад. Отношение к полуразрушенному к тому моменту памятнику начало меняться только в конце 1970-х годов, а в 1981 году его описание было включено в справочник «Памятники истории и культуры Горьковской области». 3 ноября 1983 года решением Горьковского облисполкома № 559 церковь была принята на государственную охрану. 7 сентября 1992 года было принято решение о передаче церкви, и построенных в советское время на её территории зданий школы и интерната на баланс Дивеевского монастыря и создании Свято-Никольского скита. Течение последующих лет здание было понемногу восстановлено.

## Инфраструктура
Вплоть до конца XX века инфраструктура села активно развивалась: в 1936 году открылась восьмилетняя школа на 120 учащихся, в 1950 году — фельдшерско-акушерский пункт, в 1957 году — клуб и библиотека с фондом 7500 книг, имелись сельмаг и почтовая контора. В дальнейшем большинство из этих объектов были закрыты; в принятой в 2013 году «Схеме территориального планирования Ардатовского района Нижегородской области» в Автодееве отмечалось лишь наличие фельдшерско-акушерского пункта в приспособоленном здании с одним сотрудником, а само село относилось к населённым пунктам слабого градостроительного развития. Вместе с тем, в отличие от многих других сёл района, Автодеево было подключено к системе централизованного газоснабжения.
По состоянию на 2025 год в Автодееве 4 улицы: Клубная, Кооперативная, Никольская и Пролетарская. Почтовое обслуживание села осуществлялось почтовым отделением, расположенным в Ардатове. 